# Parquet Courts
Parquet Courts, también conocidos como Parkay Quarts, es una banda de post-punk e indie rock estadounidense formada en Nueva York en 2010. La banda está formada por Andrew Savage (voz, guitarra), Austin Brown (voz, guitarra, teclado), Sean Yeaton (bajo), y Max Savage (batería).

## Historia
Andrew Savage y Austin Brown se conocieron mientras eran estudiantes de la Universidad del Norte de Texas, en un club llamado Knights of the Round Turntable, donde escucharon y compartieron discos. En 2010 se mudaron a Nueva York y fundaron Parquet Courts junto a Sean Yeaton y Max Savage. Han citado como influencias a las bandas inglesas Wire, Roxy Music y The Fall.
La banda lanzó su álbum debut, American Specialties, como un lanzamiento limitado en casete en 2011. Su segundo álbum, Light Up Gold (2012), se lanzó inicialmente en el sello Dull Tools de Andrew Savage y luego se reeditó en What's Your Rupture? en 2013. Light Up Gold recibió elogios de la crítica tanto en la prensa de rock underground como la popular.
En 2014, la banda alcanzó el puesto 55 en la lista de álbumes Billboard con su tercer álbum, Sunbathing Animal. Ese mismo año la banda lanzó "Uncast Shadow of a Southern Myth" como sencillo con el nombre alternativo Parkay Quarts. Poco después lanzaron su cuarto álbum, Content Nausea, grabado solamente por Brown y Andrew Savage.
Al año siguiente, la banda grabó el disco Ramsgate en colaboración con PC Worship bajo el nombre de PCPC. También publicaron un EP experimental en su mayoría instrumental, titulado Monastic Living. El 4 de febrero de 2016, la banda anunció su quinto álbum de estudio, titulado Human Performance. El álbum fue lanzado el 8 de abril a través de Rough Trade. El 13 de octubre de 2017, el colíder de la banda, A. Savage, lanzó su primer álbum en solitario, Thawing Dawn, a través de Dull Tools. Ese mismo mes, la banda lanzó Milano, un álbum en colaboración con Daniele Luppi que contó con la participación de Karen O, de Yeah Yeah Yeahs.
El 18 de mayo de 2018, la banda lanzó su sexto álbum, Wide Awake! En una entrevista a finales de 2020, Andrew Savage sostuvo que la banda lanzará un nuevo álbum en 2021, finalmente titulado A Sympathy for Life.

## Miembros
- Andrew Savage - voz principal, guitarra
- Austin Brown - voz principal, guitarra, teclados
- Sean Yeaton - bajo, voz
- Max Savage - batería, percusión, coros

## Discografía

### Álbumes de estudio
- 2011: "American Specialties" (Play Pinball! Records)
- 2012: "Light Up Gold" (What's Your Rupture?, Dull Tools)
- 2014: "Sunbathing Animal" (What's Your Rupture?, Rough Trade Records, Mom + Pop Music)
- 2014: "Content Nausea" (What's Your Rupture?)
- 2016: "Human Performance" (Rough Trade Records)
- 2017: "Milano" (Columbia Records, 30th Century Records) (en colaboración con Danielle Luppi)
- 2018: "Wide Awake!" (Rough Trade Records)
- 2021: "Sympathy for Life" (Rough Trade Records)

### EPs
- 2013: "Tally All the Things You Broke" (What's Your Rupture?)
- 2015: "Monastic Living" (Rough Trade Records)

### Álbumes en vivo
- 2015: "Live at Third Man Records"